# 东仓鸮

飞行中的东仓鸮

东仓鸮（学名：Tyto javanica）或称东方仓鸮，有时也简称仓鸮，是鸮形目草鸮科草鸮属的一种鸟类，原产于亚洲东南部和大洋洲。其分类地位有争议，有时被认为与美洲仓鸮、西仓鸮等一起组成广义的仓鸮（Tyto alba）。东仓鸮在其大部分活动范围内都是夜间活动，但在一些太平洋岛屿，它也白天捕猎，以小型哺乳动物为主食。它们的听力非常敏锐，能够通过声音定位。东仓鸮是终生一夫一妻制的鸟类，除非其中一只被杀死，才可能会形成新的繁殖对。东仓鸮在树洞、旧建筑或悬崖裂缝中筑巢和产卵。孵卵完全由雌性负责，雌性和雏鸟依靠雄性来获取食物。

## 亚种
- ：分布于马来半岛至大巽他群岛。
- ：分布于帝汶至澳大利亚、所罗门群岛、洛亚蒂群岛和萨摩亚。
- ：分布于松巴島（小巽他）。
- ：分布于东新几内亚，马纳姆岛和卡爾卡爾島。
- ：分布于印度次大陆至斯里兰卡北部、中国西南部和泰国南部。
- ：分布于Tanga Islands（英语：Tanga Islands）。
- ：分布于北瓦努阿图、圣克鲁斯群岛和班克斯群島。[3]